# Chiripá (Ethnie)
Die Chiripá sind ein indigenes Guaraní-Volk in Südamerika, das heute vor allem noch in Paraguay und in kleinen Gruppen in Argentinien und Brasilien lebt. Ihre Herkunft könnte sich aus den Carima- und Mbarakayú-Gruppen herleiten lassen, die seit dem 17. und 18. Jahrhundert kolonisiert worden sind.

## Verbreitung
In Paraguay gab es um 2002 herum etwa 6918 Personen der Volksgruppe der Chiripá oder Avá-Guaraní, davon 1900 Sprecher des Chiripá-Idioms. Beim dritten Censo Nacional de Población y Viviendas para Pueblos Indígenas (Volks- und Wohnungszählung für indigene Ethnien) im Jahr 2012 wurden 17.697 Avá-Guaraní gezählt: 9448 im Departamento Canindeyú, 5061 im Departamento Alto Paraná, 1524 im Departamento San Pedro, 946 im Departamento Caaguazú, und 379 in Asunción.
In Argentinien leben Avá guaraní in kleinen Gruppen unter den Mbyá in der Provinz Misiones. Im Dorf Fortín Mbororé in der Nähe von Puerto Iguazú gibt es eine wichtige Gruppe, die mit einer Mbyá-Mehrheit zusammenlebt. Sie sind sehr stark angepasst, behalten aber ihre Dialekte und religiösen Traditionen bei. Die Volkszählung 2010 in Argentinien ergab die Existenz von 422 Personen, die sich als Avá guaraní in der Provinz Misiones und 104 in der Provinz Corrientes bezeichnet haben, aber es ist nicht zu unterscheiden, wie viele von ihnen möglicherweise zur Gruppe der Chiriguano gehören.
In Brasilien leben noch etwa 4900 Avá Chiripá (auch Avakatueté oder Avá katú eté), Tsiripá oder Apytaré (auch Ñandéva).
Die Ñandéva-Sprache wird in den brasilianischen Bundesstaaten Mato Grosso do Sul und Paraná gesprochen, am Rio Iguatemi und seinen Nebenflüssen, ebenfalls in der Nähe des Zusammenflusses von Río Paraná und Rio Iguatemi.
Die brasilianische Chiripá-Gemeinde Ocoí wurde 1982 durch den Itaipú-Stausee überschwemmt.

## Sprache
Die Sprache der Chiripá gehört zur Tupi-Sprachfamilie und dort zu den Tupí-Guaraní-Sprachen, Guaraní-Untergruppe I. Sie ähnelt dem paraguayischen Guaraní-Yopará, einer Sprache, die von den Chiripá übernommen worden ist. Der bekannteste Dialekt ist Apapocuva.